# Throwing Muses (album)
Az 1986-os Throwing Muses a Throwing Muses első nagylemeze. Ez volt az első lemez amerikai együttestől a 4AD gondozásában, mely inkább a brit együttesekre koncentrált. Ez az album váltást jelentett a kiadónak, a 90-es évek közepére szinte csak amerikai együttesekkel foglalkoztak.
Eredetileg cím nélkül jelent meg, a Throwing Muses címet egy 2003-as kiadásának adták. Szerepel az 1001 lemez, amit hallanod kell, mielőtt meghalsz című könyvben.

## Az album dalai
|     | Cím                        | Szerző(k)     | Hossz |
| --- | -------------------------- | ------------- | ----- |
| 1.  | Call Me                    | Kristin Hersh | 3:59  |
| 2.  | Green                      | Tanya Donelly | 3:04  |
| 3.  | Hate My Way                | Hersh         | 4:06  |
| 4.  | Vicky's Box                | Hersh         | 5:09  |
| 5.  | Rabbits Dying              | Hersh         | 3:49  |
| 6.  | America (She Can't Say No) | Hersh         | 2:47  |
| 7.  | Fear                       | Hersh         | 2:45  |
| 8.  | Stand Up                   | Hersh         | 2:56  |
| 9.  | Soul Soldier               | Hersh         | 5:10  |
| 10. | Delicate Cutters           | Hersh         | 3:53  |

## Közreműködők
- Kristin Hersh – ének, gitár, szintetizátor
- Tanya Donelly – ének, gitár, ütőhangszerek
- Leslie Langston – basszusgitár
- David Narcizo – dob, ütőhangszerek
- Dave Knowles – további billentyűk
- Ronald Stone – további gitár

### Produkció
- Gil Norton – producer
- Richard Donelly – fényképek

## Fordítás
Ez a szócikk részben vagy egészben a Throwing Muses (1986 album) című angol Wikipédia-szócikk ezen változatának fordításán alapul.  Az eredeti cikk szerkesztőit annak laptörténete sorolja fel. Ez a jelzés csupán a megfogalmazás eredetét és a szerzői jogokat jelzi, nem szolgál a cikkben szereplő információk forrásmegjelöléseként.